# Försvarsmaktens idrotts- och friskvårdsenhet

Försvarsmaktens idrotts- och friskvårdsenhet (FMIF) är en försvarsmaktsgemensam friskvårdsenhet inom Försvarsmakten som verkat i olika former sedan 1942. Enheten är en del av Militärhögskolan Karlberg och förlagd i Karlbergs slott, Solna.

## Historik
Försvarsmaktens idrotts- och friskvårdsenhet har sina rötter i Gymnastik- och idrottsskolan (GIS) som bildades den 15 september 1942. Dock hade det redan från den 10 oktober 1936 anordnats organiserade kurser i gymnastik och idrott vid Krigsskolan (KS) och Göta livgarde (I 2), med undantag av åren 1939 och 1940, då kurserna blev inställda.
År 1957 antogs namnet Arméns gymnastik- och idrottsskola, och den 1 oktober 1984 uppgick skolan som en fackskola inom Militärhögskolan (MHS). Den 1 juli 1994 antogs namnet Arméns idrottscentrum (AIC), och 1997 blev skolan en försvarsmaktsgemensam skola under namnet Försvarsmaktens idrotts- och överlevnadscentrum (FMIÖS). Den 1 januari 1999 blev skolan en självständig enhet inom Försvarsmakten och bildade Försvarsmaktens ledarskaps- och idrottscentrum (FMLIC). Det nya centrumet svarade för centrala frågor inom idrotts-, ledarskaps- och överlevnadsfrågor.
Genom försvarsbeslutet 2000 kom centrumet att avvecklas den 30 juni 2000, ledarskapsinstitutet överfördes den 1 juli 2000 till Militärhögskolan Halmstad (MHS H) i Halmstads garnison och Försvarsmaktens överlevnadsskola överfördes till Livregementets husarer (K 3) i Karlsborgs garnison, där den hela tiden varit förlagd. I Solna blev idrottsdelen vid centrumet blev kvar, och bildade Försvarsmaktens idrotts- och friskvårdsenhet (FMIF). I samband med denna omorganisation blev Försvarsmaktens idrotts- och friskvårdsenhet en del av Militärhögskolan Karlberg (MHS K). Vid enheten finns sedan hösten 2015 Försvarsmaktens träningsklubb (FMTK).

## Verksamhet
Försvarsmaktens idrotts- och friskvårdsenhet utvecklar bland annat metoder vid fysisk träning, fysisk prestationsförmåga och fysiska krav. Försvarsmaktens träningsklubb (FMTK) är en intern klubb inom Försvarsmakten för att bland annat främja friskvård och hälsa. Försvarsmaktens träningsklubb gav fram till juni 2022 ut en publik träningsapp kallas FMTK-appen.

## Förläggningar och övningsplatser
I samband med att armén inledde organiserade kurser i gymnastik och idrott förlades de första kurserna till Krigsskolan (KS) i Solna. Den 6 oktober 1937 förlades kurserna till Göta livgarde (I 2) vid Linnégatan 89. Den 15 september 1941 flyttades kurserna till Signalregementet (S 1) i Marieberg. Från den 4 september 1945 är skolan lokaliserad till Karlbergs slott, Solna.

## Heraldik och traditioner
Vid bildandet av Försvarsmaktens idrotts- och friskvårdsenhet (FMIF) antogs det heraldiska vapen som  Arméns idrottscentrum (AIC) bar åren 1994–1997.

## Skolchefer
- 1942–1944: Bertil Uggla
- 1944–1982: ???
- 1982–198?: Överstelöjtnant Rolf Wikström [5]
- 198?–199?: ???
- 1997–1999: Lars Josefson
- 2001–2003: Överste Rutger Simonsson
- 2003–2015: Överstelöjtnant Mikael Mineur
- 2015–2017: Lars Gerhardsson
- 2017–2021: Sven Antonsson
- 2021–20xx: ???

## Namn, beteckning och förläggningsort
| Gymnastik- och idrottsskolan                    | 1942-09-15 | – | 1957-09-30 |
| Arméns gymnastik- och idrottsskola              | 1957-10-01 | – | 1994-06-30 |
| Arméns idrottscentrum                           | 1994-07-01 | – | 1997-12-31 |
| Försvarsmaktens idrotts- och överlevnadscentrum | 1998-01-01 | – | 1998-12-31 |
| Försvarsmaktens ledarskaps- och idrottscentrum  | 1999-01-01 | – | 2000-06-30 |
| Försvarsmaktens idrotts- och friskvårdsenhet    | 2000-07-01 | – |            |

| GIS   | 1942-09-15 | – | 1994-06-30 |
| AIC   | 1994-07-01 | – | 1997-12-31 |
| FMIÖS | 1998-01-01 | – | 1998-12-31 |
| FMLIC | 1999-01-01 | – | 2000-06-30 |
| FMIF  | 2000-07-01 | – |            |

| Stockholms garnison (F) | 1942-09-15 | – |  |